# Färöische Fußballmeisterschaft der Frauen 2002
Die Färöische Fußballmeisterschaft der Frauen 2002 wurde in der 1. Deild genannten ersten färöischen Liga ausgetragen und war insgesamt die 18. Saison. Sie sollte am 26. April 2002 mit dem Spiel von VB Vágur gegen HB Tórshavn starten, aufgrund des Rückzuges von VB kam es am 5. Mai zu den ersten Spielen. Die Saison endete am 21. September 2002.
Die Aufsteiger GÍ Gøta und Skála ÍF kehrten nach jeweils einem Jahr in die höchste Spielklasse zurück. Meister wurde Titelverteidiger KÍ Klaksvík, die den Titel somit zum dritten Mal in Folge und zum vierten Mal insgesamt erringen konnten. Absteigen mussten hingegen VB Vágur, die sich nach vier Jahren Erstklassigkeit vom Spielbetrieb zurückzogen, sowie Skála ÍF nach einem Jahr Erstklassigkeit.
Im Vergleich zur Vorsaison verbesserte sich die Torquote auf 4,94 pro Spiel. Den höchsten Sieg erzielte KÍ Klaksvík durch ein 13:1 im Heimspiel gegen GÍ Gøta am fünften Spieltag der Endrunde, was zugleich das torreichste Spiel darstellte.

## Modus
In der 1. Deild spielte nach dem Rückzug von VB Vágur jede Mannschaft zunächst in einer Vorrunde an zehn Spieltagen jeweils zwei Mal gegen jede andere. Der Erstplatzierte erhielt für die Endrunde drei Bonuspunkte, der Zweitplatzierte zwei und der Dritte sowie Vierte jeweils einen Bonuspunkt. Der Fünftplatzierte musste zudem noch ein Relegationsspiel gegen den Zweitplatzierten der 2. Deild um den Verbleib in der 1. Deild austragen. Der Sieger erhielt ebenso wie die punktbeste Mannschaft der Vorrunde in der 2. Deild einen Bonuspunkt, nahm an der Endrunde der 1. Deild teil und spielte dort mit den anderen Teams den Meister aus, die letzte Mannschaft der Endrunde stieg in die 2. Deild ab. Bei Punktgleichheit entschied der direkte Vergleich.

## Saisonverlauf

### Meisterschaftsentscheidung
Dank der drei Bonuspunkte aus der Vorrunde sowie der Tatsache, dass in der Endrunde kein einziges Spiel verloren wurde, stand KÍ Klaksvík in dieser vom ersten bis zum letzten Spieltag auf Platz eins. Der im Saisonverlauf stärkste Verfolger B36 Tórshavn wurde gleich am ersten Spieltag zu Hause mit 4:1 besiegt, das Rückspiel am achten Spieltag endete mit demselben Ergebnis. Dies bedeutete zugleich die Entscheidung der Meisterschaft zugunsten von KÍ.

### Abstiegskampf
Vom zweiten Spieltag an befand sich Skála ÍF in der Endrunde ununterbrochen auf dem letzten Rang. Nur im Auswärtsspiel gegen HB Tórshavn am sechsten Spieltag gelang der einzige Punktgewinn, das Hinspiel hatten sie 0:4 verloren. Nach der 2:7-Heimniederlage am vorletzten Spieltag gegen B36 Tórshavn stand der Abstieg endgültig fest.

## Vorrunde

### Abschlusstabelle
| Pl. | Verein          | Sp. | S | U | N | Tore    | Diff. | Punkte |
| --- | --------------- | --- | - | - | - | ------- | ----- | ------ |
| 1.  | KÍ Klaksvík (M) | 8   | 7 | 0 | 1 | 043:800 | +35   | 21     |
| 2.  | B68 Toftir      | 8   | 5 | 0 | 3 | 021:150 | +6    | 15     |
| 3.  | B36 Tórshavn    | 8   | 5 | 0 | 3 | 019:120 | +7    | 15     |
| 4.  | HB Tórshavn (P) | 8   | 2 | 1 | 5 | 014:290 | −15   | 07     |
| 5.  | GÍ Gøta (N)     | 8   | 0 | 1 | 7 | 009:420 | −33   | 01     |
| 6.  | VB Vágur 1      | 0   | 0 | 0 | 0 | 000:000 | ±0    | 0      |

| (N) | Aufsteiger       |
| (M) | Meister 2007     |
| (P) | Pokalsieger 2007 |

### Spiele und Ergebnisse
|              | B36    | B68    | GÍ     | HB     | KÍ     | VB     |
| ------------ | ------ | ------ | ------ | ------ | ------ | ------ |
| B36 Tórshavn |        | 1:0    | 5:1    | 4:1    | 2:4    | 0-:- 2 |
| B68 Toftir   | 2:0    |        | 2:1    | 7:0    | 2:1    | 0-:- 2 |
| GÍ Gøta      | 1:5    | 1:5    |        | 2:2    | 0:9    | 0-:- 2 |
| HB Tórshavn  | 1:2    | 4:2    | 5:1    |        | 1:9    | 0-:- 2 |
| KÍ Klaksvík  | 2:0    | 7:1    | 9:2    | 2:0    |        | 0-:- 2 |
| VB Vágur     | 0-:- 2 | 0-:- 2 | 0-:- 2 | 0-:- 2 | 0-:- 2 |        |

### Relegation
Das Relegationsspiele zwischen dem Fünften der 1. Deild und dem Zweiten der 2. Deild wurde am 27. Juli 2002 ausgetragen.
| Datum                                   |         | Ergebnis  |          | Torschützen |
| --------------------------------------- | ------- | --------- | -------- | --- |
| 27. Juli 2002                           | GÍ Gøta | 5:2 (3:0) | AB Argir | 1:0 Anja Klæmintsdóttir (9.), 2:0 Heidi Heinesen (12.), 3:0 Heidi Heinesen (29.), 4:0 Linda Hansen (58.), 4:1 Elin Kathrina Haraldsen (71.), 5:1 Heidi Heinesen (78.), 5:2 Elin Kathrina Haraldsen (80.) |
| Damit verblieb GÍ Gøta in der 1. Deild. |         |           |          | |

## Endrunde

### Abschlusstabelle
| Pl. | Verein          | Sp. | S  | U | N | Tore    | Diff. | Punkte | Bonus | Gesamt |
| --- | --------------- | --- | -- | - | - | ------- | ----- | ------ | ----- | ------ |
| 1.  | KÍ Klaksvík (M) | 10  | 10 | 0 | 0 | 046:700 | +39   | 30     | 3     | 33     |
| 2.  | B36 Tórshavn    | 10  | 7  | 0 | 3 | 027:160 | +11   | 21     | 1     | 22     |
| 3.  | B68 Toftir      | 10  | 6  | 0 | 4 | 017:180 | −1    | 18     | 2     | 20     |
| 4.  | GÍ Gøta         | 10  | 3  | 1 | 6 | 017:290 | −12   | 10     | 1     | 11     |
| 5.  | HB Tórshavn (P) | 10  | 2  | 2 | 6 | 015:190 | −4    | 08     | 1     | 9      |
| 6.  | Skála ÍF (N)    | 10  | 0  | 1 | 9 | 014:470 | −33   | 01     | 1     | 2      |

| (N) | Aufsteiger       |
| (M) | Meister 2001     |
| (P) | Pokalsieger 2001 |

### Spiele und Ergebnisse
|              | B36 | B68 | GÍ    | HB  | KÍ  | Skála  |
| ------------ | --- | --- | ----- | --- | --- | ------ |
| B36 Tórshavn |     | 2:1 | 3:0   | 2:0 | 1:4 | 6:1    |
| B68 Toftir   | 3:2 |     | 2:1   | 1:0 | 1:2 | 4:3    |
| GÍ Gøta      | 0:1 | 0:2 |       | 0:0 | 0:3 | 2:1    |
| HB Tórshavn  | 1:2 | 3:1 | 2:3   |     | 1:4 | 3:3    |
| KÍ Klaksvík  | 4:1 | 4:0 | 13:10 | 3:1 |     | 0-:- 4 |
| Skála ÍF     | 2:7 | 1:2 | 02:10 | 0:4 | 1:9 |        |

## Torschützenliste
Bei gleicher Anzahl von Treffern sind die Spielerinnen nach dem Nachnamen alphabetisch geordnet.
| Platz | Spieler              | Mannschaft   | Tore |
| ----- | -------------------- | ------------ | ---- |
| 1     | Rannvá B. Andreasen  | KÍ Klaksvík  | 36   |
| 2     | Malena Josephsen     | KÍ Klaksvík  | 22   |
| 3     | Vivian Bjartalíð     | KÍ Klaksvík  | 13   |
| 4     | Ása Dam á Neystabø   | B36 Tórshavn | 12   |
| 5     | Maibritt Olsen       | B68 Toftir   | 10   |
| 6     | Súsanna Maria Hansen | B36 Tórshavn | 09   |
| 6     | Heidi Jacobsen       | GÍ Gøta      | 09   |
| 8     | Arnbjørg Danielsen   | B36 Tórshavn | 08   |
| 8     | Malan á Dunga        | HB Tórshavn  | 08   |
| 10    | Laila Enghamar       | B36 Tórshavn | 07   |
| 10    | Eyðfríð Kristiansen  | HB Tórshavn  | 07   |
| 10    | Elsa Maria Simonsen  | KÍ Klaksvík  | 07   |

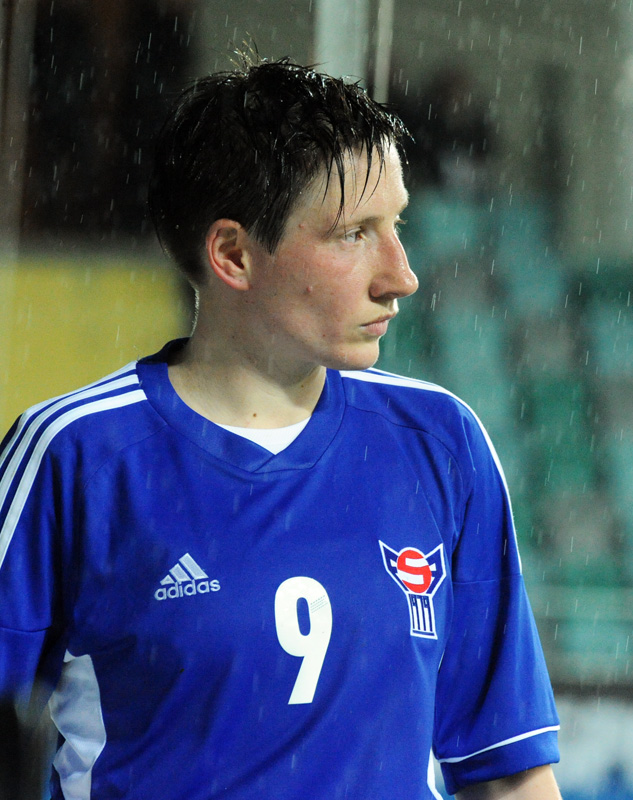
Torschützenkönigin Rannvá B. Andreasen

Dies war nach 1997 und 1998 der dritte Titel für Rannvá B. Andreasen.

## Trainer
| Mannschaft   | Trainer                   | Spieltage       |
| ------------ | ------------------------- | --------------- |
| B36 Tórshavn | Elmar Viðarsson           | 1–10 (Vorrunde) |
| B36 Tórshavn | Sigfríður S. Clementsen   | 1–05 (Endrunde) |
| B36 Tórshavn | Elmar Viðarsson           | 6–10 (Endrunde) |
| B68 Toftir   | Herman Jacobsen           | 1–10 (Vorrunde) |
| B68 Toftir   | Herman Jacobsen           | 1–10 (Endrunde) |
| GÍ Gøta      | Malan Mohr                | 1–10 (Vorrunde) |
| GÍ Gøta      | Malan Mohr                | 1–10 (Endrunde) |
| HB Tórshavn  | Andras K. Thomassen       | 1–10 (Vorrunde) |
| HB Tórshavn  | Andras K. Thomassen       | 1–10 (Endrunde) |
| HB Tórshavn  | Sigmundur Pauli Mikkelsen | 1–10 (Vorrunde) |
| HB Tórshavn  | Sigmundur Pauli Mikkelsen | 1–10 (Endrunde) |
| KÍ Klaksvík  | Jón Harald Poulsen        | 1–10 (Vorrunde) |
| KÍ Klaksvík  | Jón Harald Poulsen        | 1–10 (Endrunde) |
| Skála ÍF     | Martin Kúrberg            | 1–10 (Endrunde) |

Nur B36 Tórshavn wechselte kurzzeitig den Trainer aus, Auswirkungen auf die Tabellenplatzierung hatte dies jedoch keine.

## Spielstätten
| Mannschaft   | Stadion          | Spielort   |
| ------------ | ---------------- | ---------- |
| B36 Tórshavn | Gundadalur       | Tórshavn   |
| B68 Toftir   | Svangaskarð      | Toftir     |
| GÍ Gøta      | Sarpugerði       | Norðragøta |
| HB Tórshavn  | Gundadalur       | Tórshavn   |
| KÍ Klaksvík  | Við Djúpumýrar   | Klaksvík   |
| Skála ÍF     | Undir Mýruhjalla | Skáli      |

## Schiedsrichter
Folgende Schiedsrichter, darunter auch jeweils einer aus Litauen und Polen, leiteten die 49 ausgetragenen Erstligaspiele (zu zwei Spielen fehlen die Daten):
| Name                    | Stammverein  | Spiele |
| ----------------------- | ------------ | ------ |
| Jón Kári í Brekkuni     | KÍ Klaksvík  | 04     |
| Pætur Smith Clementsen  | HB Tórshavn  | 04     |
| Rúni Gaardbo            | B68 Toftir   | 04     |
| Dia Lamhauge            | NSÍ Runavík  | 04     |
| Jákup Martin Kjeld      | NSÍ Runavík  | 03     |
| Mika Arunas             | B71 Sandur   | 02     |
| Hans Falkvard Hansen    | B71 Sandur   | 02     |
| Lassin Isaksen          | KÍ Klaksvík  | 02     |
| Krzysztof Radziemski    | B71 Sandur   | 02     |
| Georg Nolsøe Rasmussen  | B36 Tórshavn | 02     |
| Óli Gilsstein Samuelsen | KÍ Klaksvík  | 02     |
| Kristoffur Vidtfeldt    | B71 Sandur   | 02     |

Weitere 14 Schiedsrichter leiteten jeweils ein Spiel.

## Die Meistermannschaft
In Klammern sind die Anzahl der Einsätze sowie die dabei erzielten Tore genannt.
| 1. | KÍ Klaksvík |
|    | Rannvá B. Andreasen (17/36) \| Vivi Andreasen (3/0) \| Vivian Bjartalíð (15/13) \| Anna Müller Jacobsen (1/0) \| Joan Midjord Joensen (4/2) \| Malena Josephsen (17/22) \| Annelisa Justesen (14/0) \| Bára S. Klakstein (9/1) \| Mariann Maslyk (10/1) \| Paula Mikkelsen (15/0) \| Jóhanna Ó. Niclasen (15/0) \| Ann Olsen (10/0) \| Una Olsen (12/1) \| Ragna B. Patawary (17/0) \| Elsa Maria Simonsen (16/7) \| Jensa Sirdal (16/4) \| Paula Sjóstein (17/0) \| Petra Sjóstein (17/0) ohne Einsatz: Ragnhild Elin Aas - Trainer: Jón Harald Poulsen |

## Auszeichnungen
Nach dem Saisonende gaben die Kapitäne und Trainer der zehn Ligateilnehmer sowie Pressemitglieder ihre Stimmen zur Wahl der folgenden Auszeichnungen ab:
- Spielerin des Jahres: Rannvá B. Andreasen (KÍ Klaksvík)
- Torhüterin des Jahres: Randi S. Wardum (HB Tórshavn)
- Nachwuchsspielerin des Jahres: Ása Dam á Neystabø (B36 Tórshavn)
- Trainer des Jahres: Herman Jacobsen (B68 Toftir)

## Nationaler Pokal
Im Landespokal gewann Meister KÍ Klaksvík mit 6:1 gegen HB Tórshavn und erreichte dadurch das Double.

## Europapokal
2002/03 spielte KÍ Klaksvík als Meister des Vorjahres in der Vorrunde des UEFA Women’s Cup, verlor dabei gegen Umeå IK (Schweden) und Sparta Prag (Tschechien) mit 0:7 beziehungsweise 0:4 und gewann das abschließende Spiel gegen TKSK Visa Tallinn (Estland) mit 2:0. Die Gruppe wurde somit auf dem dritten Platz beendet.